# Morpholino

Morpholino-Monomer.

Morpholino-Oligomere oder kurz Morpholinos sind Nukleinsäure-Analoga, die meist als Werkzeuge in der Molekularbiologie verwendet werden, um einen Knockdown von bestimmten Genen zu erzielen. 2016 erfolgte in den USA die erste klinische Zulassung eines Morpholino-Oligomers (Eteplirsen) für die Behandlung der Muskeldystrophie Duchenne. Die synthetischen Moleküle, die durch strukturell veränderte Nukleinsäure-Bausteine synthetisiert werden, werden auch als PMOs (phosphorodiamidate morpholino oligo) bezeichnet.

## Wirkungsweise
Morpholino-Oligomere werden meist bei in-vitro antisense-RNA-Experimenten eingesetzt und hemmen durch die Bindung an die jeweils komplementäre mRNA entweder die Translation oder das Splicing der prä-mRNA in den jeweiligen Abschnitten und damit in der Regel auch die Bildung des jeweiligen vollständigen Proteins. 
Ihre Wirkungsweise ist also vergleichbar den siRNAs; jedoch besitzen Morpholinos eine höhere Stabilität und damit längere Halbwertszeit, da sie keine RNase-Substrate darstellen und daher in-vivo weniger schnell abgebaut werden als antisense-RNA. Nachteil ist jedoch, dass eine Transfektion (Übertragung von Zelle zu Zelle) von Morpholino-Oligomeren schwierig ist, daher wird für die Applikation meist auf eine systemische Injektion zurückgegriffen. Vor allem in Xenopus- und Zebrafisch-Modellsystemen werden Morpholinos häufig eingesetzt, um die Funktion von Genen in der frühen Embryonalentwicklung zu analysieren.

## Therapeutischer Einsatz
Synthetische Morpholino-Oligomere wurden bereits 1997 von James E. Summerton (Gene Tools, LLC) und Dwight D. Weller (AVI BioPharma Inc.) entwickelt. AVI BioPharma firmiert heute unter dem Namen Sarepta Therapeutics und hat die Technologie der Morpholino-Oligomere (PMOs) inzwischen für die klinische Anwendung weiterentwickelt.   
Das Unternehmen Sarepta Therapeutics treibt auch aktuell die Entwicklung von PMOs zur Behandlung seltener neuromuskulärer Erkrankungen voran, die zu den so genannten „Orphan Diseases“ (i. e. seltene Erkrankungen) zählen. Dabei bedient sich Sarepta einer proprietären PMO Chemie-Plattform. Durch die Arbeit auf genetischer Ebene haben RNA-gerichtete Therapeutika das Potenzial, Krankheiten zu bekämpfen, die sonst mit herkömmlichen niedermolekularen oder biologischen Medikamenten nicht behandelt werden könnten. Ein typisches Beispiel dafür ist die Behandlung der DMD. Das erste in den USA zur Behandlung der DMD zugelassene Medikament ist Eteplirsen / EXONDYS 51 (Phase IV). Sarepta hat weitere PMOs als Produkt-Kandidaten in der Pipeline, z. B.: Golodirsen / SRP-4053 (Phase III) und Casimersen / SRP-4045 (Phase III).
Sarepta entwickelt auch PMO-basierte Moleküle der nächsten Generation: PPMOs. Das zusätzliche P steht für ein ergänzendes Peptid. Diese modifizierten PMO-basierten Substanzen sollen in erster Linie das Drug Targeting, die intrazelluläre Verabreichung, die Zielselektivität und die Wirksamkeit der Medikamente verbessern.